# Ledeni div
Ledeni divovi su podvrsta divovskih (jovijanskih) planeta kojima, u odnosu na plinovite divove, relativno velik dio ukupne mase otpada na tvari koje planetologija zove volatilima (ledovima).
Kao ni plinoviti divovi, a za razliku od terestričkih planeta, nemaju jasno definiranu površinu, ni tekuću ni čvrstu, zbog čega im nije moguće na jednostavan način definirati promjer, površinu, obujam i površinsku temperaturu. Za promjer im se obično uzima ona dubina koja je još vidljiva iz svemira ili se promjer definira po dubini na kojoj postoji atmosferski tlak od jedne atmosfere.

## Terminologija
Pisac znanstvene fantastike James Blish 1952. godine skovao je pojam plinoviti div a upotrebljavao se za označavanje velikih planeta Sunčevog sustava koji nisu terestrički. Međutim, od kasnih četrdesetih godina prošlog stoljeća smatra se da su sastavi Urana i Neptuna značajno različiti od sastava Jupitera i Saturna. Budući da je tijekom planetarne evolucije značajan udjel materijala Urana i Neptuna bio u obliku volatila (voda, dušik, amonijak itd.), počeo se upotrebljavati izraz ledeni div. Početkom 1970-ih, terminologija je postala popularna u zajednici znanstvene fantastike, npr., Bova (1971.), ali najranije su je u znanstvenoj terminologiji upotrijebili Dunne & Burgess (1978) u NASA-inom izvješću.

## Svojstva
Led u planetologiji označava kemijski sastav, a ne temperaturu i agregatno stanje. U tu klasu spadaju: voda, amonijak, ugljikovi oksidi, dušik, metan, etan, sumpor, sumporovi oksidi, itd.
Suprotno krivo populariziranom vjerovanju, u divovskim planetima, pa tako ni u ledenim divovima, ne mogu postojati oceani tekućine jer je temperatura okoliša već na manjim dubinama debelo iznad kritične točke, što znači da je ukapljivanje nemoguće bez obzira na povišen tlak. Povišenjem tlaka u dubini, okoliš postupno prelazi u superkritični fluid, specijalno stanje koje ima neke odlike plinovite i neke odlike tekuće tvari. Fazne granice nema, odnosno ne postoji nešto što izgleda kao površina oceana ili kopna.
Dubine ledenih divova sadrže velike količine volatila i to u stanju vrlo vrućeg superkritičnog fluida koji na dovoljno velikim dubinama postaje toliko stlačen da dolazi do delokalizacije elektrona, odnosno električne vodljivosti. Voda i amonijak Urana i Neptuna postoje na toliko visokim tlakovima da se ponašaju kao metal. Rezultat je globalno magnetsko polje, iako puno slabije od onog plinovitih divova.
Jezgre su im stjenovite, što znači da sadrže teške tvari koje bi u normalnim uvjetima tvorile silikate i metale (željezo, nikal, uranij, itd.). Ti materijali su ostaci protoplaneta iz vremena evolucije planetarnog sustava dok je oko Sunca još postojao akrecijski disk.

## Ledeni divovi Sunčevog sustava
U Sunčevom sustavu poznata su dva ledena diva podjednake veličine: Uran i Neptun.